# Verenagletsjer
De Verenagletsjer is een gletsjer in Nationaal park Noordoost-Groenland in het oosten van Groenland.

## Geografie
De gletsjer is noordwest-zuidoost georiënteerd. In het zuidoosten sluit de Verenagletsjer aan op de Hisingergletsjer die in noordoostelijke richting vervolgt en daar ten zuiden van begint de Wahlenberggletsjer die in zuidoostelijke richting vervolgt.
Ten noordoosten van de Verenagletsjer ligt de Passagegletsjer en ten noorden ligt de Nordenskiöldgletsjer.
De Verenagletsjer ligt in het uiterste zuidwesten van het Goodenoughland.